# Le Vermont
Pour les articles homonymes, voir Vermont (homonymie).
Le Vermont est une commune française située dans le département des Vosges, en région Grand Est.
Ses habitants sont appelés les Vermontois.

## Géographie

### Localisation
Le Vermont est une petite commune limitrophe de l'Alsace, à proximité du col du Hantz, enserrée par Belval, Le Puid, Grandrupt, Saint-Stail et - côté alsacien - Saulxures.

### Sismicité
Commune située dans une zone 3 de sismicité modérée.

### Hydrographie et les eaux souterraines
La commune est située dans le bassin versant du Rhin au sein du bassin Rhin-Meuse. Elle est drainée par le ruisseau d'Achen et le ruisseau Sattelbach.
Système d’information pour la gestion des eaux souterraines du bassin Rhin-Meuse : Cours d'eau (BD Carthage).
La commune est située dans le bassin versant du Rhin au sein du bassin Rhin-Meuse. Elle est drainée par le ruisseau du Voe et le ruisseau de Large Pierre,.

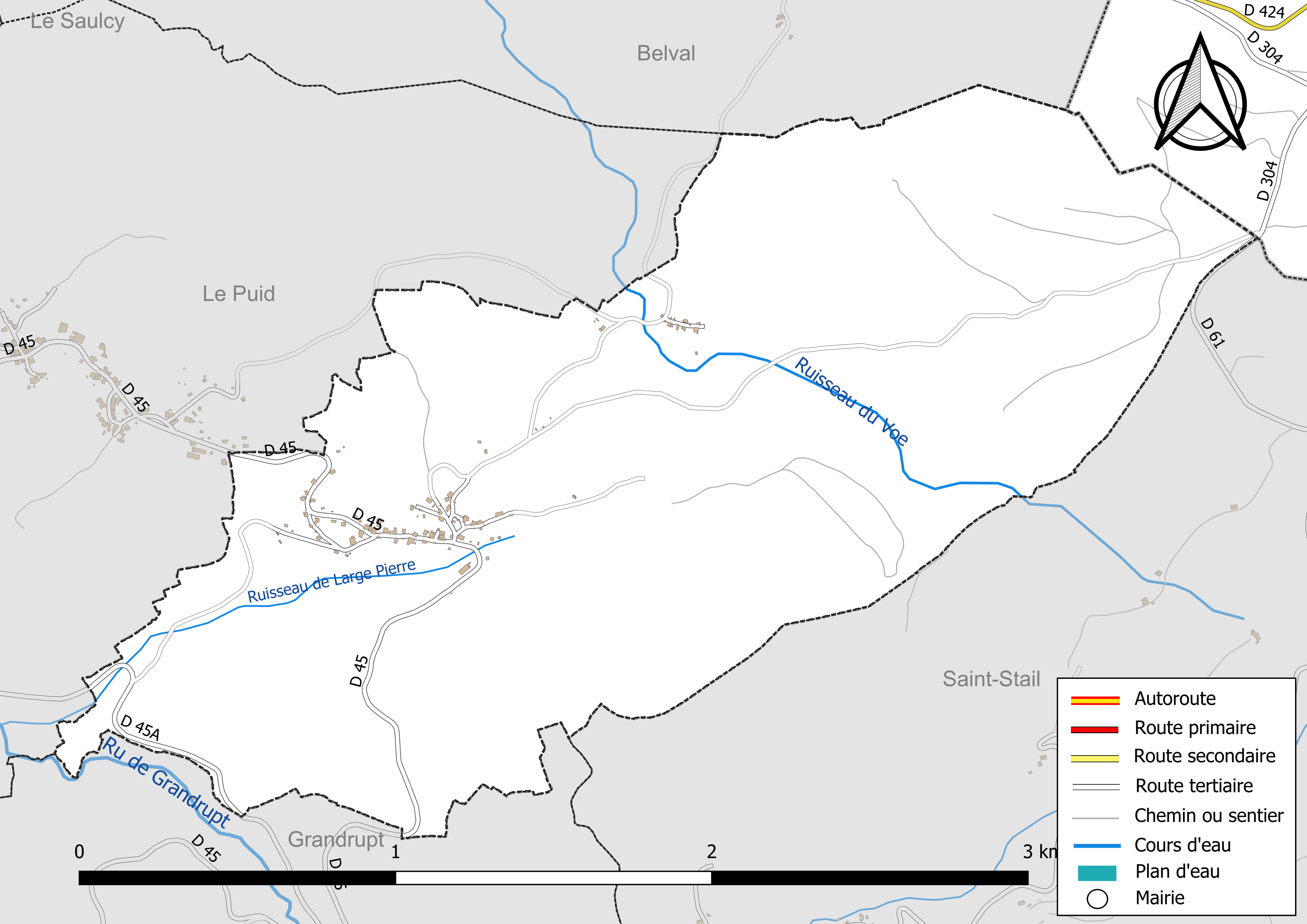
Réseaux hydrographique et routier du Vermont.

La qualité des cours d’eau peut être consultée sur un site dédié géré par les agences de l’eau et l’Agence française pour la biodiversité.

### Climat
Pour des articles plus généraux, voir Climat du Grand Est et Climat des Vosges.
En 2010, le climat de la commune est de type climat de montagne, selon une étude du Centre national de la recherche scientifique s'appuyant sur une série de données couvrant la période 1971-2000. En 2020, Météo-France publie une typologie des climats de la France métropolitaine dans laquelle la commune est exposée à un climat semi-continental et est dans la région climatique  Vosges, caractérisée par une pluviométrie très élevée (1 500 à 2 000 mm/an) en toutes saisons et un hiver rude (moins de 1 °C). 
Pour la période 1971-2000, la température annuelle moyenne est de 8,1 °C, avec une amplitude thermique annuelle de 16,4 °C. Le cumul annuel moyen de précipitations est de 1 284 mm, avec 13,7 jours de précipitations en janvier et 11,4 jours en juillet. Pour la période 1991-2020, la température moyenne annuelle observée sur la station météorologique de Météo-France la plus proche, « Ban-de-Sapt », sur la commune de Ban-de-Sapt à 6 km à vol d'oiseau, est de 10,3 °C et le cumul annuel moyen de précipitations est de 1 027,3 mm. 
La température maximale relevée sur cette station est de 36,9 °C, atteinte le 7 août 2015 ; la température minimale est de −17 °C, atteinte le 19 décembre 2009,,. 
Les paramètres climatiques de la commune ont été estimés pour le milieu du siècle (2041-2070) selon différents scénarios d'émission de gaz à effet de serre à partir des nouvelles projections climatiques de référence DRIAS-2020. Ils sont consultables sur un site dédié publié par Météo-France en novembre 2022.

## Urbanisme

### Typologie
Au 1er janvier 2024, Le Vermont est catégorisée commune rurale à habitat dispersé, selon la nouvelle grille communale de densité à sept niveaux définie par l'Insee en 2022.
Elle est située hors unité urbaine. Par ailleurs la commune fait partie de l'aire d'attraction de Strasbourg (partie française), dont elle est une commune de la couronne,. Cette aire, qui regroupe 268 communes, est catégorisée dans les aires de 700 000 habitants ou plus (hors Paris),.

### Occupation des sols
L'occupation des sols de la commune, telle qu'elle ressort de la base de données européenne d’occupation biophysique des sols Corine Land Cover (CLC), est marquée par l'importance des forêts et milieux semi-naturels (91,1 % en 2018), une proportion identique à celle de 1990 (91,1 %). La répartition détaillée en 2018 est la suivante : 
forêts (91,1 %), prairies (8,5 %), zones agricoles hétérogènes (0,3 %). L'évolution de l’occupation des sols de la commune et de ses infrastructures peut être observée sur les différentes représentations cartographiques du territoire : la carte de Cassini (XVIIIe siècle), la carte d'état-major (1820-1866) et les cartes ou photos aériennes de l'IGN pour la période actuelle (1950 à aujourd'hui).

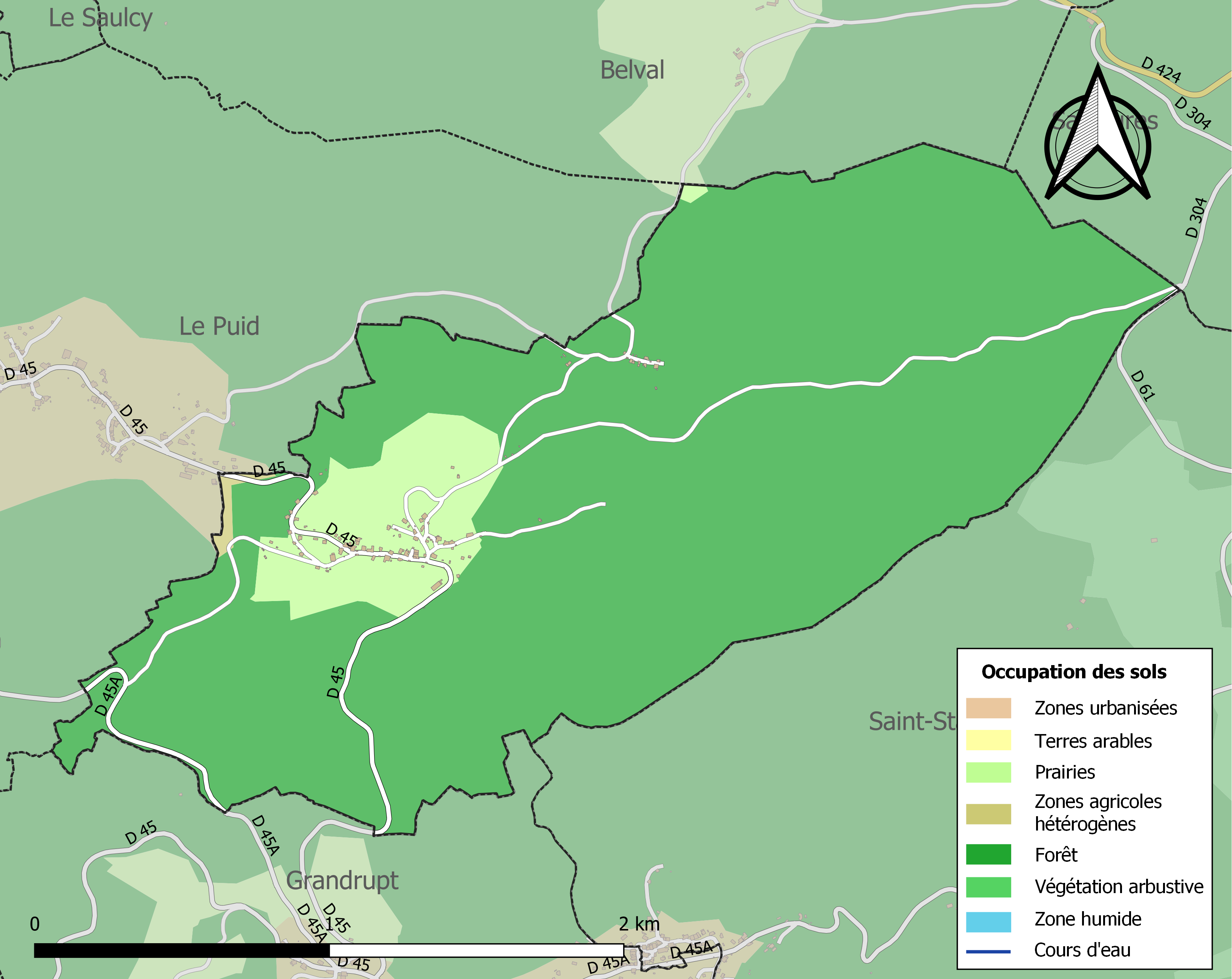
Carte des infrastructures et de l'occupation des sols de la commune en 2018 (CLC).

## Toponymie
Le toponyme est documenté sous les formes Levermont (an X), Louvermont (1656), Le Vermont (1711), Vermont (XVIIIe siècle)…
La forme étymologique est Louvermont, basée sur l'anthroponyme germanique Lobhari : « Mont de Louver ». La syllabe initiale  Lou- a été interprétée comme l'article masculin, d'où la coupure fautive « Le Vermont ».

## Histoire
Jusqu'en 1678, paroisse Saint Maurice de Senones. De 1678 à 1788, paroisse de Saint-Jean-du-Mont. À partir de 1788, paroisse du Puid.
Jusqu'en 1793, Le Vermont faisait partie de la principauté de Salm.

## Politique et administration
| Période                                  | Période   | Identité                    | Étiquette | Qualité           |
| ---------------------------------------- | --------- | --------------------------- | --------- | ----------------- |
| Les données manquantes sont à compléter. |           |                             |           |                   |
| mars 1977                                | juin 1995 | Camille Jeandel (1920-2014) |           | DDE               |
| juin 1995                                | mars 2014 | Jean-Pierre Bagard          | DVD       | Expert immobilier |
| mars 2014                                | juin 2020 | Guy Drocchi                 |           | Retraité          |
| juin 2020                                | En cours  | Jean-Georges Koeller        |           | Retraité          |

### Budget et fiscalité 2022

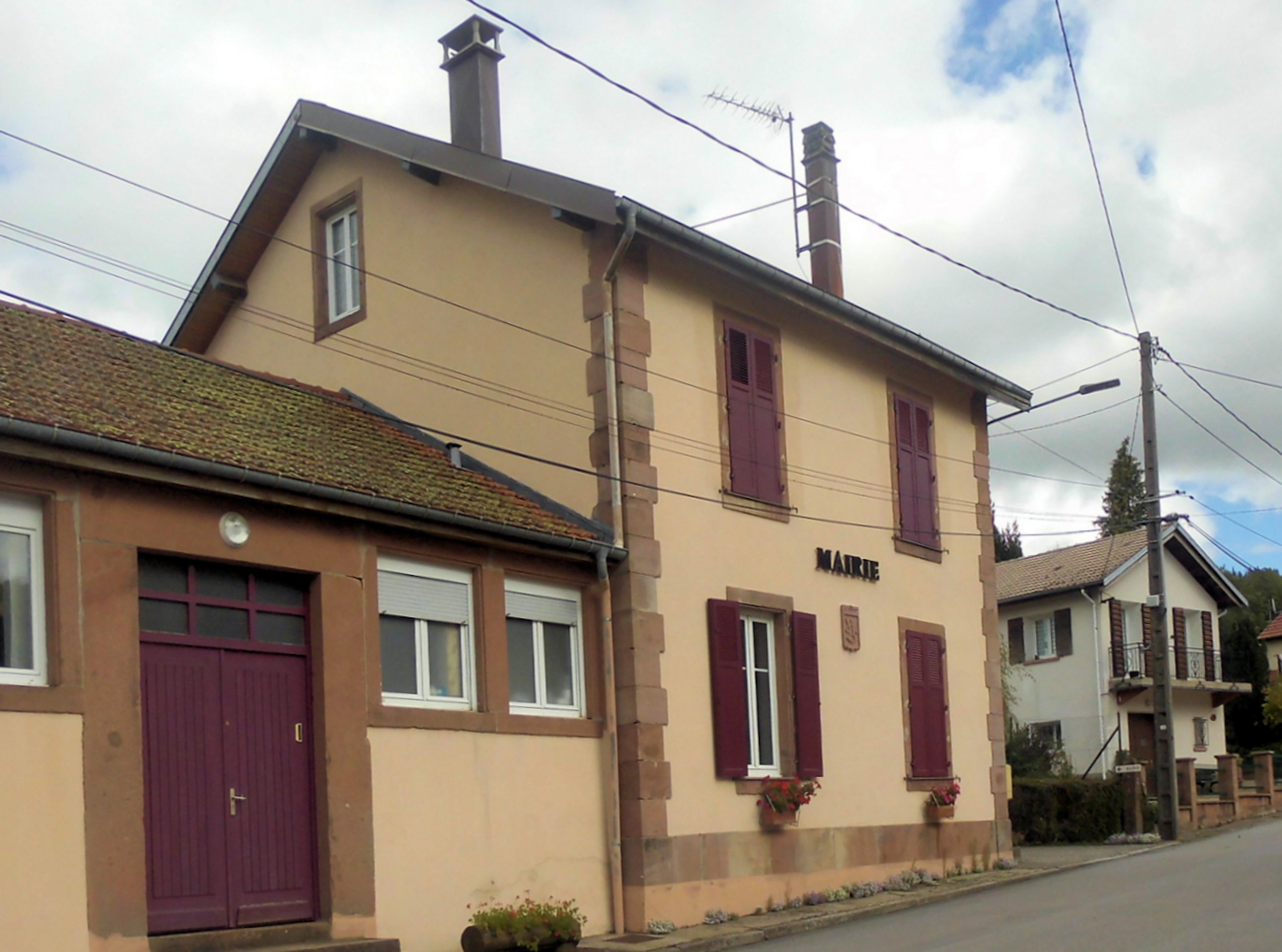
La mairie.

En 2022, le budget de la commune était constitué ainsi :
- total des produits de fonctionnement : 99 000 €, soit 1 392 € par habitant ;
- total des charges de fonctionnement : 86 000 €, soit 1 206 € par habitant ;
- total des ressources d'investissement : 22 000 €, soit 303 € par habitant ;
- total des emplois d'investissement : 1 000 €, soit 15 € par habitant ;
- endettement : 2 000 €, soit 30 € par habitant.

Avec les taux de fiscalité suivants :
- taxe d'habitation : 12,53 % ;
- taxe foncière sur les propriétés bâties : 28,64 % ;
- taxe foncière sur les propriétés non bâties : 5,23 % ;
- taxe additionnelle à la taxe foncière sur les propriétés non bâties : 0,00 % ;
- cotisation foncière des entreprises : 0,00 %.

Chiffres clés Revenus et pauvreté des ménages en 2021 : médiane en 2021 du revenu disponible, par unité de consommation.

## Économie

### Entreprises et commerces

#### Agriculture
- Sylviculture et autres activités forestières.
- Élevage d'autres bovins et de buffles.
- Élevage d'autres animaux.

#### Tourisme
- Hébergements et restauration à Grandrupt, Belval, Saales, Senones, Plaine, Saulxures.

#### Commerces
- Commerces et services de proximité.

## Population et société

### Démographie

#### Évolution démographique
L'évolution du nombre d'habitants est connue à travers les recensements de la population effectués dans la commune depuis 1793. Pour les communes de moins de 10 000 habitants, une enquête de recensement portant sur toute la population est réalisée tous les cinq ans, les populations de référence des années intermédiaires étant quant à elles estimées par interpolation ou extrapolation. Pour la commune, le premier recensement exhaustif entrant dans le cadre du nouveau dispositif a été réalisé en 2008.

En 2022, la commune comptait 73 habitants, en évolution de +4,29 % par rapport à 2016 (Vosges : −2,96 %, France hors Mayotte : +2,11 %).
| 1793 | 1800 | 1806 | 1821 | 1831 | 1836 | 1841 | 1846 | 1856 |
| ---- | ---- | ---- | ---- | ---- | ---- | ---- | ---- | ---- |
| 329  | 352  | 358  | 462  | 504  | 478  | 424  | 405  | 340  |

| 1861 | 1866 | 1876 | 1881 | 1886 | 1891 | 1896 | 1901 | 1906 |
| ---- | ---- | ---- | ---- | ---- | ---- | ---- | ---- | ---- |
| 365  | 357  | 325  | 280  | 261  | 242  | 223  | 189  | 192  |

| 1911 | 1921 | 1926 | 1931 | 1936 | 1946 | 1954 | 1962 | 1968 |
| ---- | ---- | ---- | ---- | ---- | ---- | ---- | ---- | ---- |
| 176  | 137  | 143  | 126  | 132  | 117  | 110  | 82   | 72   |

| 1975 | 1982 | 1990 | 1999 | 2006 | 2008 | 2013 | 2018 | 2022 |
| ---- | ---- | ---- | ---- | ---- | ---- | ---- | ---- | ---- |
| 51   | 56   | 38   | 54   | 52   | 51   | 70   | 70   | 73   |

### Enseignement
Établissements d'enseignements :
- Écoles maternelles et primaires à Le Saulcy, Saulxures, Saales, Moussey, La Petite-Raon, Belval.
- Collèges à Senones, Provenchères-et-Colroy, La Broque, Saint-Dié-des-Vosges.
- Lycées à Saint-Dié-des-Vosges.

### Santé
Professionnels et établissements de santé :
- Médecins à Saales, La Petite-Raon, Senones, Provenchères-sur-Fave, Saint-Blaise-la-Roche.
- Pharmacies à Saales, La Petite-Raon, Senones, Provenchères-sur-Fave, Saint-Blaise-la-Roche.
- Hôpitaux à Senones, Rothau, La Broque, Schirmeck.

### Cultes
- Culte catholique, Paroisse Saint-Maurice-du-Rabodeau[25], Diocèse de Saint-Dié.

## Culture locale et patrimoine

### Lieux et monuments
- Ses treize fontaines couvertes[26],[27],[28].
- Patrimoine architectural rural recensé par le service de l'Inventaire général du patrimoine culturel : Maisons[29] et fermes[30].

### Personnalités liées à la commune
- Jean-François Herriot (1801-1871), militaire, grand-père d'Édouard Herriot, homme d’État, président de l’Assemblée nationale, de la Chambre des députés, académicien.
- Sébastien Crovisier, né en 1785. Soldat au 9e régiment d'infanterie légère (1812-1815), médaillé de Sainte-Hélène[31],[32],[33].

## Pour approfondir